# Torill Fjeldstad
Torill Fjeldstad (Bærum, 22 febbraio 1958) è un'ex sciatrice alpina e sciatrice di velocità norvegese.

## Biografia

### Stagioni 1975-1979
Sciatrice polivalente, Torill Fjeldstad ottenne il primo risultato di rilievo in carriera il 4 gennaio 1975, conquistando il 3º posto nello slalom speciale di Coppa del Mondo disputato a Garmisch-Partenkirchen, alle spalle della svizzera Lise-Marie Morerod e della tedesca occidentale Christa Zechmeister; nella stessa stagione agli Europei juniores di Mayrhofen 1975 vinse la medaglia d'oro nella discesa libera e quella d'argento nello slalom speciale.
L'anno dopo esordì ai Giochi olimpici invernali e a Innsbruck 1976 fu 27ª nella discesa libera, 31ª nello slalom gigante e non concluse lo slalom speciale; nella stessa stagione agli Europei juniores di Gällivare 1976 conquistò nuovamente la medaglia d'oro nella discesa libera e vinse quella d'argento nello slalom gigante. Ai Mondiali di Garmisch-Partenkirchen 1978 si classificò 14ª nello slalom gigante e 8ª nella combinata, mentre la stagione 1978-1979 vide la Fjeldstad ai vertici della Coppa Europa: vinse la classifica di slalom gigante e si classificò 2ª sia in quella generale, sia in quella di discesa libera.

### Stagioni 1980-1986
Venne convocata per i XIII Giochi olimpici invernali di Lake Placid 1980, sua ultima presenza olimpica, dove si piazzò 7ª nella discesa libera, 22ª nello slalom gigante e non concluse lo slalom speciale; in Coppa Europa in quella stessa stagione 1979-1980 fu 3ª sia nella classifica di discesa libera sia in quella di slalom gigante. Il 28 gennaio 1981 salì per l'ultima volta sul podio in Coppa del Mondo con il 3º posto ottenuto in discesa libera disputata a Megève, dietro alle elvetiche Doris De Agostini e Marie-Theres Nadig.
Partecipò ai Mondiali di Schladming 1982, classificandosi 4ª nella discesa libera e non completando la combinata, e il 14 febbraio dello stesso anno ad Arosa ottenne in discesa libera l'ultimo piazzamento della sua carriera in Coppa del Mondo (11ª); continuò a gareggiare nello sci alpino almeno fino alla stagione 1984-1985, quando vinse la medaglia di bronzo nello slalom gigante ai Campionati norvegesi, mentre nello sci di velocità conquistò la medaglia d'argento nello Speed One ai Mondiali di La Clusaz 1986.

## Palmarès

### Sci alpino

#### Europei juniores
- 4 medaglie[1][2]:
  - 2 ori (discesa libera a Mayrhofen 1975; discesa libera a Gällivare 1976)
  - 2 argenti (slalom speciale a Mayrhofen 1975; slalom gigante a Gällivare 1976)

#### Coppa del Mondo
- Miglior piazzamento in classifica generale: 20ª nel 1981
- 4 podi:
  - 1 secondo posto (in discesa libera)
  - 3 terzi posti (2 in discesa libera, 1 in slalom speciale)

#### Coppa Europa
- Miglior piazzamento in classifica generale: 2ª nel 1979[2]
- Vincitrice della classifica di slalom gigante nel 1979[2]

#### Campionati norvegesi
- 28 medaglie[senza fonte] (dati parziali fino alla stagione 1975-1976):
  - 18 ori (discesa libera, slalom gigante, slalom speciale, combinata nel 1975; slalom speciale, combinata nel 1976; discesa libera, combinata nel 1977; slalom gigante nel 1979; discesa libera, slalom gigante, slalom speciale, combinata nel 1980; discesa libera, combinata nel 1981; discesa libera nel 1982; discesa libera nel 1983; discesa libera nel 1984)[3]
  - 6 argenti (slalom gigante nel 1976; slalom gigante nel 1977; discesa libera, slalom gigante, combinata nel 1978; slalom gigante nel 1981)
  -  4 bronzi (slalom speciale nel 1977; slalom speciale nel 1978; combinata nel 1982; slalom gigante nel 1985)[senza fonte]

### Sci di velocità

#### Mondiali
- 1 medaglia[2]:
  - 1 argento (Speed One a La Clusaz 1986)